# Martial Lamotte
Martial Lamotte (ou Simon, Gilbert, Martial Lamotte) (1820 - 1883) est un médecin français, pharmacien botaniste, professeur, conservateur-directeur du Musée Lecoq, officier de l'instruction publique, né le 1er mars 1820 à Gannat et mort le 23 février 1883 à Clermont-Ferrand.

## Biographie
Il étudie la pharmacie à Paris et s'installe en 1848 à Riom. En 1860, il obtient une chaire de professeur à l'École de médecine et de pharmacie de Clermont-Ferrand. Marié à Marie-Françoise Béchonnet (1831-1866), il aura deux fils Louis Lamotte (1860-1923) et Henry (1854-1896) : le premier devient chirurgien et exerce de 1893 à 1922 à l'hôtel-Dieu de Beauvais. Quant à son second fils, il devient pharmacien à Chantelle (Allier).
À partir de 1871, il dirige le jardin botanique de Clermont.
Martial Lamotte meurt le 23 février 1883 à Clermont-Ferrand. Il est enterré au cimetière de Sussat (Allier), commune sur laquelle il habitait au lieu-dit les Gazeriers.
En 2023, année anniversaire de sa mort, une plaque commémorative est posée sur le portail de sa maison de Sussat par l'association locale Sussat animation.

## Collaborateur d'Henri Lecoq
Il est un collaborateur permanent d'Henri Lecoq et le premier conservateur des collections de ce naturaliste clermontois.

## Distinctions
- Officier de l'Instruction publique

## Travaux et publications

### Herbier
En 1925, son herbier de plus de 40 000 spécimens est déposé à la Faculté de Sciences de Clermont-Ferrand. Réalisé entre 1836 et 1879, il comprend de nombreuses espèces du Massif Central avec la quasi-totalité de leurs types, races ou variétés, et aussi de multiples échantillons de France et d'Europe issus d'échanges. Il constitue un des principaux fonds des Herbiers universitaires de Clermont-Ferrand.

### Champignons
Il s'est beaucoup intéressé aux champignons : il est d'ailleurs l'auteur d'une importante iconographie de champignons (édition originale de 858 planches à l'aquarelle). L'un des trois exemplaires réalisés (comportant 514 planches) est conservé au Musée Lecoq,.

### Botanique
Lamotte publie, en  1847, avec Lecoq, un « Catalogue raisonné des plantes vasculaires du plateau central de la France, comprenant l'Auvergne, le Velay, la Lozère, les Cévennes, une partie du Bourbonnais et du Vivavais ». Il publie la même année, seul, un autre catalogue sur la même thématique portant sur l'Europe Centrale (France, Suisse, Allemagne).
Dix ans plus tard, il publie ses « Études sur le genre Sempervivum » (1864) et sur le « Prodome de la flore du Plateau central de la France » (1877).
Il poursuit, en 1876, des recherches sur une nouvelle espèce du genre Artemisia (les Scirpus lacustris et Scirpus tabernaemontani).

### Sociétés savantes
Lamotte est membre de plusieurs sociétés savantes, dont l'Académie des sciences, belles-lettres et arts de Clermont. Plusieurs de ses travaux scientifiques y ont fait l'objet de lecture (séances d'août 1851, du 7 décembre 1864 et de 1863). Son nom est mentionné dans des ouvrages de référence en botanique, comme l'Index International des noms des plantes, pour l'espèce de Sabline de la Loire, Sabline de Lozère ou Arenaria ligericina, ou dans l'ouvrage de référence du Museum d'Histoire Naturelle de Paris, Du Jardin au Muséum en 516 biographies (2004).
Par ailleurs, Lamotte étude la présence d'arsenic dans les dépôts des eaux minérales de l'Auvergne et publie en 1850 un ouvrage sur le sujet.

## Œuvres
- Notes sur quelles plantes nouvelles du plateau central de la France : lecture faite à l'Académie des Sciences, Belles-lettres & Arts de Clermont
- Catalogue raisonné des plantes vasculaires du plateau central de la France : comprenant l'Auvergne, le Velay, la Lozère, les Cévennes, une partie du Bourbonnais et du Vivarais, Paris, Victor Masson, 1847, 440 p. (lire en ligne)
- Catalogue des plantes vasculaires de l'Europe Centrale
- Lettre autographe signée Martial Lamotte ( les Gazeriers, 8 septembre 1870) , provenance Collection d'autographes de Jean Girardin ( Bibliothèque de Rouen)